# Макат — Північний Кавказ
Макат — Північний Кавказ — газопровід, введений в експлуатацію у 1988 році для подачі ресурсу походженням з Середньої (Центральної) Азії до північнокавказького регіону Росії.
У 1950-х — 1960-х роках Північний Кавказ (передусім за рахунок гігантського Північно-Ставропольського родовища) був головним постачальником блакитного палива до центрального регіону Росії (система газопроводів Північний Кавказ — Центр). В подальшому на тлі спрацювання місцевих родовищ, зростання споживання та припинення імпорту з Ірану (IGAT I, IGAT II) напрямок руху ресурсу змінився та навіть виникла потреба у спорудженні додаткових магістралей, які б вели у Передкавказзя, як то Новопсков — Моздок, Астраханський ГПЗ — Камиш-Бурун, Макат — Північний Кавказ. В останньому випадку задіяли ресурс, що проходив через розташований на заході Казахстану Макат по потужній системі Середня Азія — Центр.
Маршрут трубопроводу на першій ділянці пролягав північніше від Каспійського моря, причому він навіть описував певну дугу щоб оминути дельту Волги та перетнути цю річку у Волзько-Ахтубинській поймі (ще однією великою водною перепоною на трасі була річка Урал). Далі маршрут довертав на південний захід та через Калмикію і Дагестан виходив у північні райони Чечні, де завершувався на компресорній станції Червленна (через останню проходив трубопровід Моздок – Казі-Магомед, який транспортував ресурс від моздоцького газового хабу до Дагестану та Азербайджану).
Трубопровід довжиною 896 км був виконаний в діаметрі 1400 мм, при цьому переходи через Урал та Волгу спорудили у двонитковому виконанні. Проект також включав перемичку довжиною 48 км та діаметром 1200 мм від Червленної на захід, яка створювала сполучення з газопроводами Нафтокумськ — Іщерська — Горагорський та Моздок — Іщерська.
Робочий тиск становить 7,4 МПа і для його підтримки наявні компресорні станції (КС) Макат, Редут, Тайман, Акколь, Зам'яни, Зензелі та Артезіан.
На трасі системи існує перемичка зі згаданим вище газопроводом Астраханський ГПЗ — Камиш-Бурун. Крім того, у Дагестані споруджений трубопровід Кумлі — Аксай, який створює ще одне сполучення між Макат — Північний Кавказ та Моздок — Казі-Магомед.
Після розпаду СРСР використання газопроводу у проектному режимі (для поставок центральноазійського газу) припинилось. При цьому початкова ділянка траси Макат — Північний Кавказ продовжує використовуватись у Казахстані для поставок за маршрутом Макат — Атирау.